# Joana Serrat
Joana Serrat (n. Vic, 1983) es una cantante española de estilo folk. Ha publicado 5 trabajos discográficos, cuyas canciones alternan mayoriariamente el inglés con alguna puntual incursión al catalán. Ha trabajado con productores de renombre como Howard Bilerman (de Arcade Fire) y músicos como Neil Halstead, Gavin Gardiner, Aaron Goldstein, Ryan Boldt o Basia Bulat.

## Biografía
Con su primer disco, el autoeditado The Relief Sessions (2012), Joana Serrat fue escogida Artista Destacada de la Semana en la web de Nashville Noisetrade. Debutó como actriz en Family Tour, el primer largometraje de Liliana Torres -en el cual aparece junto a la actriz Núria Gago- y actuó en el desfile de la marca catalana YERSE en la pasarela 080 de Barcelona.
En 2014 publica Dear Great Canyon a través de El Segell del Primavera. Este segundo trabajo fue producido por Howard Bilerman -nominado a un Grammy por esa misma tarea en el mítico Funeral de Arcade Fire-, y contó entre los músicos de grabación con la colaboración de los también canadienses Gavin Gardiner (nominado a los premios Juno junto a su banda The Wooden Sky) y Mike O’Brien (Vic Chesnutt).
Mientras "The Blizzard" es escogida Canción de la Semana por la mítica tienda inglesa Rough Trade, el álbum entra en la lista de discos más vendidos en España (AFYVE) y sus canciones comienzan a sonar regularmente tanto en emisoras españolas como en la BBC6 británica, la BBC escocesa y la ABC (la Radio Nacional de Australia). El prestigioso semanal británico New Musical Express (N.M.E.) la incluye en su sección para nuevos talentos Radar y califica el disco como 'maravilloso' .
La canción que cierra el disco, "Came Out Of The Blue", es escogida como banda sonora del capítulo 12 de la 5.ª temporada de la serie australiana Winners & Losers.
La gira de presentación sumó más de 100 conciertos, visitando países como Portugal, Inglaterra, Países Bajos, Luxemburgo, Bélgica, Canadá o Sudáfrica.
Joana Serrat ha obtenido el galardón al Mejor Álbum Nacional del Año, entregado por el jurado profesional de los Premios Pop-Eye, y el Premio de la Crítica al Mejor Álbum Catalán del Año en Otras Lenguas, otorgado por Enderrock.

## Discografía
- 2012: The Relief Sessions (autoeditado).
- 2014: Dear Great Canyon (El Segell del Primavera).[11]
- 2016: Cross The Verge (El Segell del Primavera / Loose Music).[12]
- 2017: Dripping Springs (Great Canyon Records / Loose Music).[13]
- 2021: Hardcore from the Heart (Great Canyon Records / Loose Music).
- 2024: Big wave (Great Canyon Records).